# Залізорудні родовища та прояви Середнього Побужжя
Залізорудні родовища та прояви Середнього Побужжя зосереджені в межах Голованівської та Білоцерківської СМЗ. 

## Загальний опис
На території Середнього Побужжя відомо 2 родовища та 14 рудопроявів заліза, на яких проведено пошукові роботи і виконано оцінку їх прогнозних ресурсів переважно за категорією Р2, а на Молдовському родовищі — підраховані запаси категорії С2 та ресурси Р1.
Залізорудні утворення є компонентом так званої залізисто-кремнисто-метабазит-карбонатної формації, своєрідність якої полягає в тому, що метабазити змінюються в розрізі залізисто-кремнистими шарами, а останні перекриваються кальцифірами. При цьому останні збагачені магнетитом і утворюють карбонатно-магнетитові руди, які можуть використовуватися в металургійному процесі без попереднього збагачення.
За генетичним типом, мінеральним складом руд та морфологією рудних тіл родовища і рудопрояви заліза поділяються на дві групи –– матаморфогенні з магнетит-кварцовою, піроксен-магнетит-кварцовою мінералізацією та скарнові з карбонат-магнетитовими рудами. На деяких об'єктах спостерігається два типи мінералізації, а іноді бурозалізнякові руди у корі вивітрювання. Вміст заліза як магнетитового, так і загального в карбонат-магнетитових рудах дещо вищий. Залізорудні родовища та прояви Середнього Побужжя відносяться до середньо- та бідних залізистих руд, які потребують попереднього збагачення, крім руд у кальцифірах.
Провідну роль в локалізації та розміщенні залізистих порід відіграють структурно-тектонічний та стратиграфічний фактори. Всі відомі родовища та рудопрояви заліза приурочені до хащувато-заваллівської світи бузької серії і в значно меншому ступені — до павлівської товщі дністровсько-бузької серії. Утворення їх збереглися серед полів гранітів та мігматитів в синформних структурах другого та більш високих порядків, які спостерігаються у вигляді лінійних перевернутих ізоклінальних складок. Загальне простягання структур — північно-західне, іноді субмеридіональне та субширотне з вергентністю у східних румбах.
Поклади залізорудної сировини характеризуються мінливим вмістом заліза, пластоподібною, лінзоподібною, зрідка стовбуроподібною формою рудних тіл, незначною потужністю і досить великою протяжністю з характерним виклинюванням на відстані 0,5—5 км (іноді до 10 км). Потужність тіл силікатно-магнетитових руд (залізисті кварцити) коливається від 10 до 110 м (звичайно — 30—60 м), карбонатно-магнетитових руд (рудні кальцифіри) — від 10 до 70 м. Середній вміст заліза загального в перших змінюється на рівні 25-33 %, у кальцифірах — 33—39 % і заліза магнетитового відповідно 16—25 % та 27—32 %.
Глибина зруденіння за даними наземних геофізичних досліджень досягає 1500 м, буровими свердловинами рудні тіла простежені до глибини 1200—1300 м (на Молдовському родовищі). Потужність перекриваючих відкладів коливається від 40 до 120 м. Всі рудопрояви характеризуються магнетитовим типом зруденіння (75—80 % магнетиту розміром понад 0,1 мм), підвищеними концентраціями Ti, Cr, Mn, P2O5. На окремих проявах спостерігається аномальний вміст золота на рівні 0,1 0,3 г/т та вольфраму — 0,01—0,1 %.
Залізисті кварцити і рудні кальцифіри Середнього Побужжя достатньо добре вивчені. Їх мінеральний склад та структурно-текстурні властивості досить детально охарактеризовано у звітах про пошуки залізних руд на території аркушу та в монографії /17/. Слід зазначити, що як в залізистих кварцитах (в меншій мірі), так і в магнетитвмісних кальцифірах (стовідсотково) спостерігається метасоматичний перерозподіл заліза з утворенням вторинного магнетиту.
Зруденіння на проявах супроводжується скарнуванням, окварцюванням, сульфідизацією. Подекуди сульфідна мінералізація утворює гнізда та прошарки колчеданних руд, що складені піротином, піритом і зрідка халькопіритом.
Видобуток залізистих кварцитів економічно менш вигідний, ніж рудних кальцифірів, але враховуючи їх часте спільне залягання, є можливість комплексної розробки, і тому залізисті кварцити теж представляють практичний інтерес. Підрахованих запасів залізних руд досліджуваної площі на думку деяких фахівців вистачить для роботи великого гірничодобувного підприємства.
Грушківське залізорудне родовище Середнього Побужжя приурочено до однойменної синформної структури північно-східного простягання, перекинутої на північний захід.